# Spannungsprüfer
Ein Spannungsprüfer ist ein elektrisches Prüfmittel, mit dem das Vorhandensein, bei manchen Spannungsprüfgeräten zusätzlich die Höhe, von Wechsel- oder Gleichspannung an betriebsmäßig spannungsführenden Teilen festgestellt wird. Es wird zwischen Spannungsprüfgeräten für den Einsatz im Bereich Niederspannung, dies sind elektrische Wechselspannungen unter 1 kV, und in dem darüber liegenden Bereich der Hochspannung unterschieden.
Zweipolige Spannungsprüfer für Niederspannung werden auch allgemein oft als Duspol bezeichnet (ein Deonym, da „Duspol“ ein Markenzeichen des Herstellers Benning ist). Mit den meisten zweipoligen Spannungsprüfern sind heutzutage auch Drehfeldprüfungen möglich (siehe Drehfeldprüfung).

## Hochspannung

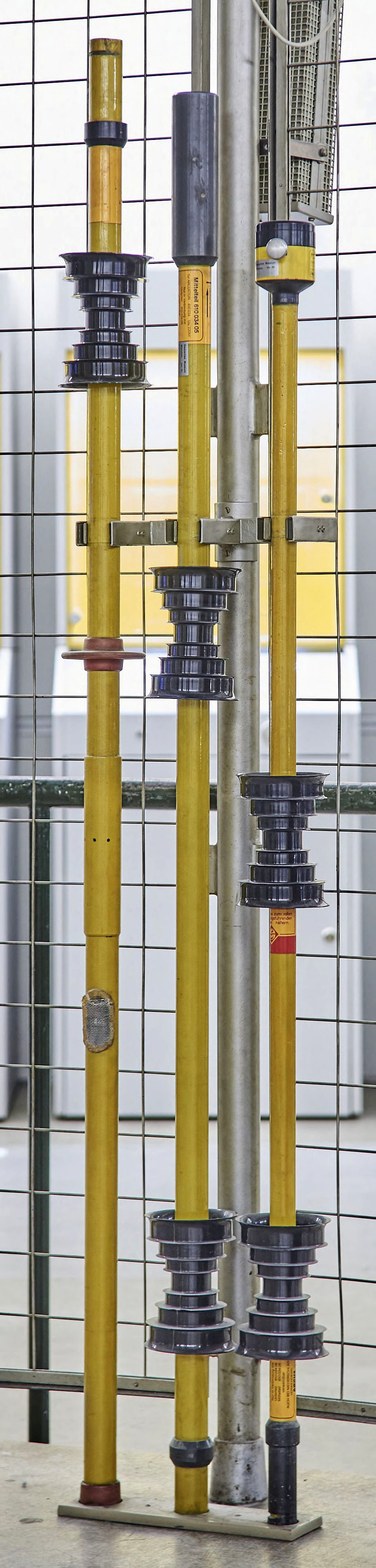
Hochspannungsprüfer

Spannungsprüfer für in der elektrischen Energietechnik genutzten Wechselspannungen von 1 kV bis 765 kV sind in den Normen IEC 61243-1 und IEC 61243-2 festgelegt. Sie sind typischerweise in Form einer bis zu mehreren Metern langen, elektrisch isolierten Lanze ausgeführt, die zu Prüfzwecken von Hand an die Hochspannungsleiter herangeführt wird. Mittels kapazitiver Spannungsteilung wird optisch und akustisch durch eine in der Lanze angebrachte Prüfschaltung das Vorhandensein der Hochspannung angezeigt. Der Anwendungsbereich dieser Prüfmittel liegt in Hochspannungsanlagen wie Freiluftschaltanlagen, Umspannwerken und im Bereich von Hochspannungslabors, beispielsweise um vor Wartungsarbeiten die erfolgte Freischaltung im Rahmen des Ablaufes der Fünf Sicherheitsregeln zu überprüfen.

## Niederspannung

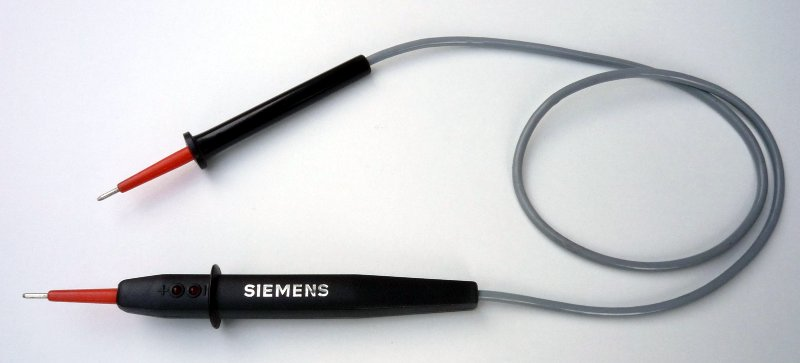
Universal-Spannungsprüfer (LED-Anzeige nur für Polarität; 1977)

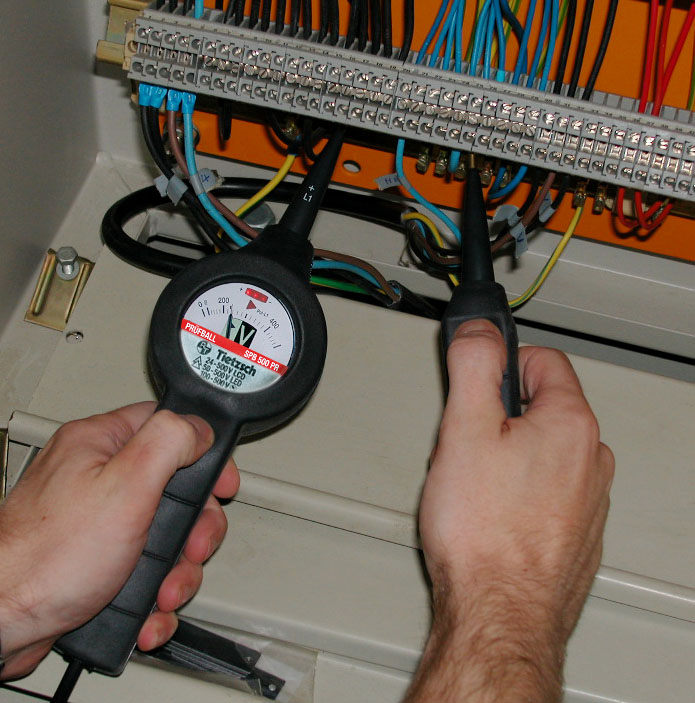
Spannungsmesser mit analoger Anzeige

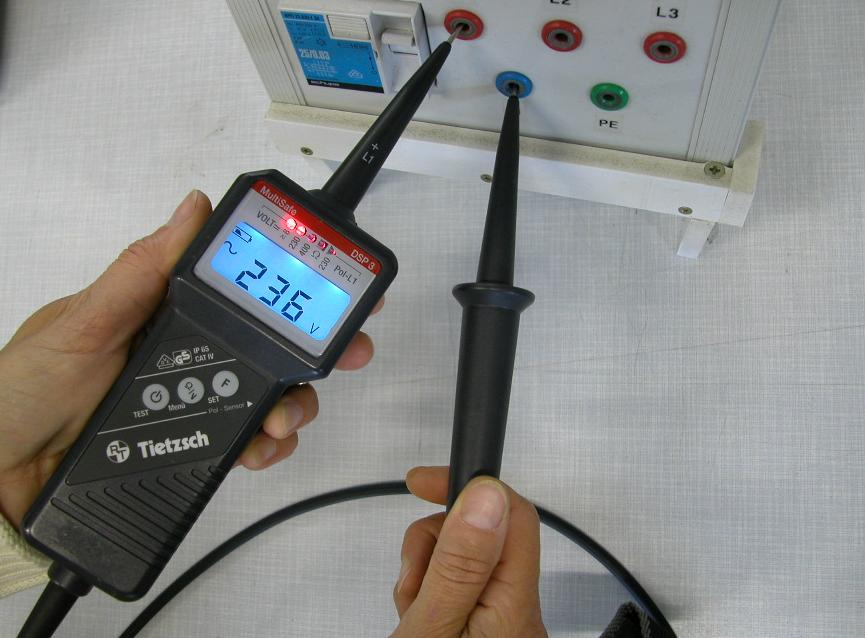
Numerisch anzeigender Spannungsprüfer

### Zweipolige Spannungsprüfer nach DIN VDE 0682-401
Spannungsprüfer für Niederspannung sind in den Normen EN 61243-3 / VDE 0682 Teil 401 festgelegt und sind zweipolig ausgeführt. Spannungsprüfer werden in Niederspannungsnetzen und bei Elektroinstallationen bis 1000 V zum schnellen, sicheren Prüfen eingesetzt. Der genaue Nennspannungsbereich, in dem der Prüfer eingesetzt werden darf, hängt vom Spannungsprüfer ab und ist auf dem Gerät vermerkt, beispielsweise 12–690 V. Im Gegensatz zu Phasenprüfern liefern zweipolige Spannungsprüfer sichere Prüfergebnisse. Sie sind im Vergleich zu Multimetern leichter zu bedienen, bieten allerdings nicht deren Möglichkeiten.

#### Aufbau
Spannungsprüfer im Niederspannungsbereich bestehen aus einer Anzeigeeinheit (zum Beispiel Messwerk mit Skala) und zwei Prüfelektroden (Prüfspitzen).
Eine der Prüfelektroden ist in das Gehäuse der Anzeigeeinheit integriert, die zweite ist fest über eine Leitung mit Griff angeschlossen. Zum Schutz des Spannungsprüfers und der prüfenden Person sind im Gerät mehrere Vorwiderstände, die den Prüfstrom begrenzen und die Spannung bis zum eigentlichen Messsystem auf wenige Volt herunter teilen.

#### Anwendung
Zur Messung werden mit den Prüfelektroden zwei unterschiedliche Potentiale (zum Beispiel zwei Leitungen) kontaktiert. 
Die Anzeige der Spannung erfolgt je nach Spannungsprüfer über eine Glimmlampe, einen Zeiger, LEDs oder eine Digitalanzeige. Diese zweipolige Prüfung ist erdungsunabhängig und gibt ein sicheres Prüfergebnis, des Weiteren können so auch Spannungen zwischen verschiedenen Außenleitern im dreiphasigen Drehspannungsnetz geprüft werden. 
Einige zweipolige Spannungsprüfer können auch als Drehfeldmessgerät eingesetzt werden und erlauben so die Ermittlung der Drehrichtung eines geerdeten Drehspannungsnetzes.

#### Anzeige
Es werden vier verschiedene Arten der Anzeige von Spannungsprüfern unterschieden:
Spannungsprüfer mit Glimmlampe oder einfacher LED
Frühe Spannungsprüfer verwendeten eine Glimmlampe mit Vorwiderstand als Indikator. Bei späteren Ausführungen sind eine oder zwei LEDs vorhanden, die das Vorhandensein einer Spannung sowie je nach Ausführung die Polarität anzeigen: bei Wechselspannung leuchten beide LEDs, bei Gleichspannung eine der beiden mit Plus bzw. Minus markierten.
Spannungsprüfer mit Analog-Anzeige
Bei Spannungsprüfern mit analoger Anzeige erfolgt die Anzeige mit einem Zeiger, der sich über einer Skala bewegt. Der Prüfstrom fließt durch ein Dreheisen- oder Tauchspulenmesswerk, wodurch der Zeiger einen Ausschlag gibt. Dieses Messsystem ist mit 25–50 kΩ relativ niederohmig. Somit ist aus Sicherheitsgründen nach Norm eine Zweihandbedienung erforderlich. Analoge Spannungsprüfer werden aufgrund ihrer Störsicherheit bevorzugt bei Energieversorgern und in der Industrie eingesetzt.
Spannungsprüfer mit stufenweiser LED-Anzeige
Die Anzeige der angelegten Spannung erfolgt über mehrere LEDs, denen verschiedene Spannungshöhen zugeordnet sind. Der Prüfstrom fließt durch eine elektronische Schaltung, die je nach Größe der zu prüfenden Spannung eine oder mehrere LEDs ansteuert. Diese Spannungsprüfer können nur die ungefähre Höhe der angelegten Spannung zeigen und sind somit für Messungen ungeeignet. Wegen der leichten Handhabung und Wartungsfreiheit – im Regelfall ist keine Batterie nötig – finden diese Prüfer ein breites Einsatzgebiet.
Spannungsprüfer mit Digitalanzeige
Die Höhe der angelegten Spannung wird auf einer Digitalanzeige angezeigt. Die Auswertung der Spannung erfolgt mit einem Mikrocontroller. Die Prüfspannung wird durch einen Spannungsteiler auf eine Spannung zwischen 0 V und 3 V heruntergeteilt und von einem Analog-Digital-Wandler in ein digitales Signal umgesetzt. Diese digitale Information wird von dem Mikrocontroller verrechnet und auf der Digitalanzeige als Zahlenwert angezeigt. Digitale Spannungsprüfer verfügen meist über noch weitere Funktionen wie zum Beispiel Durchgangsprüfung zur Überprüfung von ohmschen Widerständen, Drehfeldmessung oder Polaritätsmessung bei Gleichspannung. Zusätzlich zur Digitalanzeige sind in der Regel auch LEDs vorhanden, sodass der Spannungsprüfer auch ohne Batterie Spannung anzeigen kann. Wegen der vielseitigen Einsatzmöglichkeiten und der Messmöglichkeit werden digitale Spannungsprüfer oft von professionellen Anwendern bevorzugt.

### Einpoliger Spannungsprüfer
Im geerdeten Niederspannungsbereich ist der einpolige Spannungsprüfer in der DIN VDE 0680-6 mit aktueller Ausgabe vom April 1977 genormt. Er eignet sich ausschließlich für den Trockenbereich, darf also unter nassen oder feuchten Bedingungen nicht verwendet werden. Andere synonyme Bezeichnungen sind umgangssprachlich auch „Phasenprüfer“ oder wegen seiner geringen Verlässlichkeit „Lügenstift“.

#### Aufbau

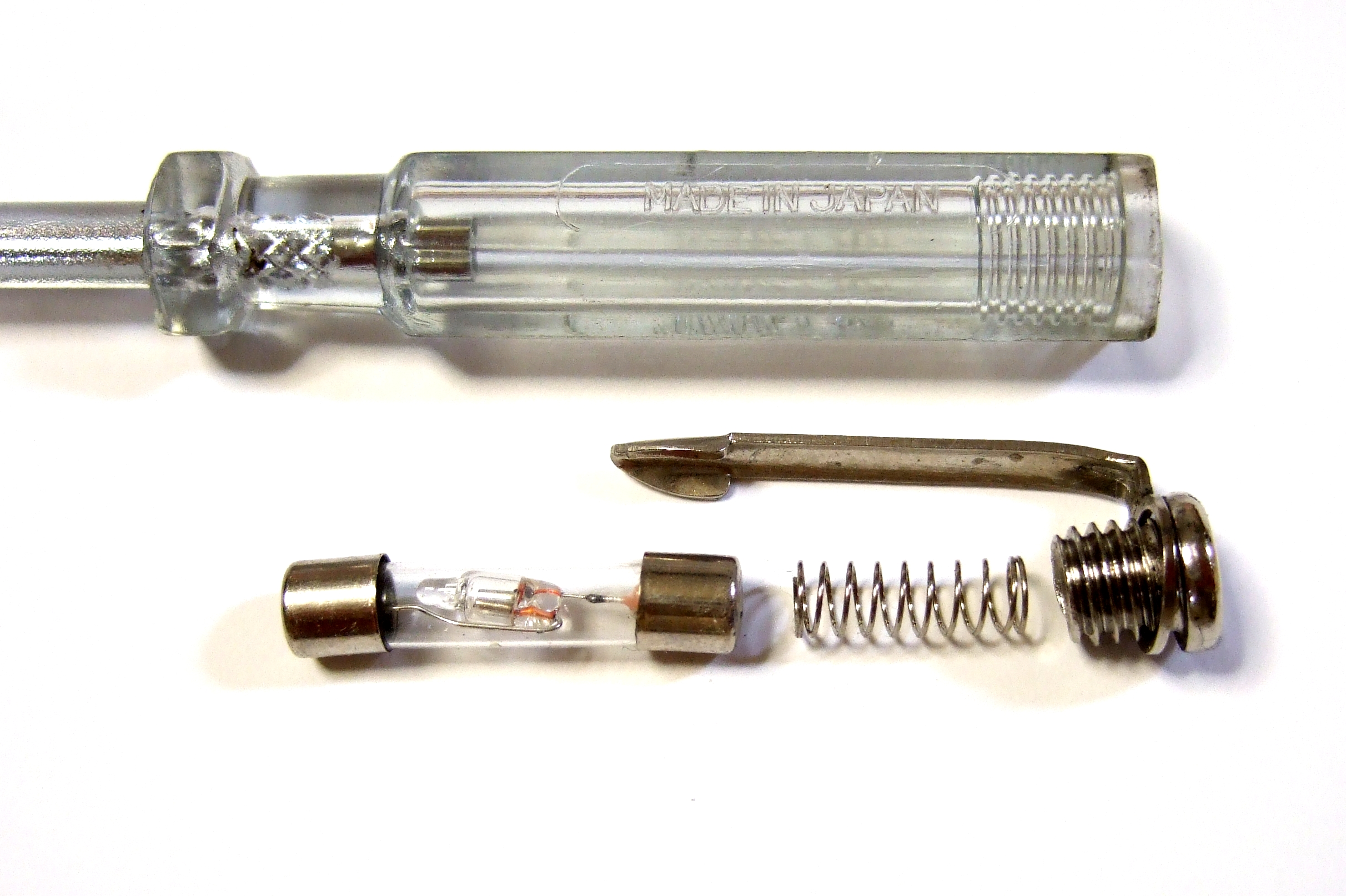
Aufbau eines Phasenprüfers: isoliertes Gehäuse mit Kontaktplatte, Feder, hochohmigem Widerstand, Glimmlampe und Metallklinge

Der einpolige Spannungsprüfer ähnelt in seiner äußeren Form meist einem Schraubenzieher. Die metallene Spitze dient dem Kontakt mit dem zu prüfenden Leiter. Sie ist über einen hochohmigen Vorwiderstand im Bereich von 820 kΩ bis über 1 MΩ und eine kleine Glimmlampe mit einer Kontaktfläche verbunden, die von der prüfenden Person berührt wird. Der einfache Aufbau führt zu sehr geringen Herstellungskosten.

#### Anwendung
Die Spitze des Phasenprüfers wird zur Messung an einen zu prüfenden Leiter (zum Beispiel einer Steckdose) gehalten. Das andere Ende des Phasenprüfers wird mit einem Finger berührt. Ist der Steckdosenkontakt der ungeerdete Außenleiter („Phase“) leuchtet die Glimmlampe auf. Der Strom, der über den kontaktierenden Finger fließt, ist durch den Vorwiderstand begrenzt und beträgt je nach Erdung maximal 0,5 mA, ist also für den gesunden Menschen ohne medizinische Implantate (wie Herzschrittmacher) ungefährlich.
Beim Kontaktieren der Spitze des Phasenprüfers mit dem Neutralleiter oder dem Schutzleiter leuchtet die Glimmlampe nicht, da deren Potential mit dem Umgebungspotential übereinstimmt.

#### Verlässlichkeit und Zulässigkeit
Der Einsatz als Spannungsprüfer für die haushaltsübliche Wechselspannung (je nach Modell meistens im Bereich von 100 V bis 250 V) mit betriebsmäßig vorhandener Erdung ist nach heutigem Stand der Normen für die Feststellung der Spannungsfreiheit unzulässig.

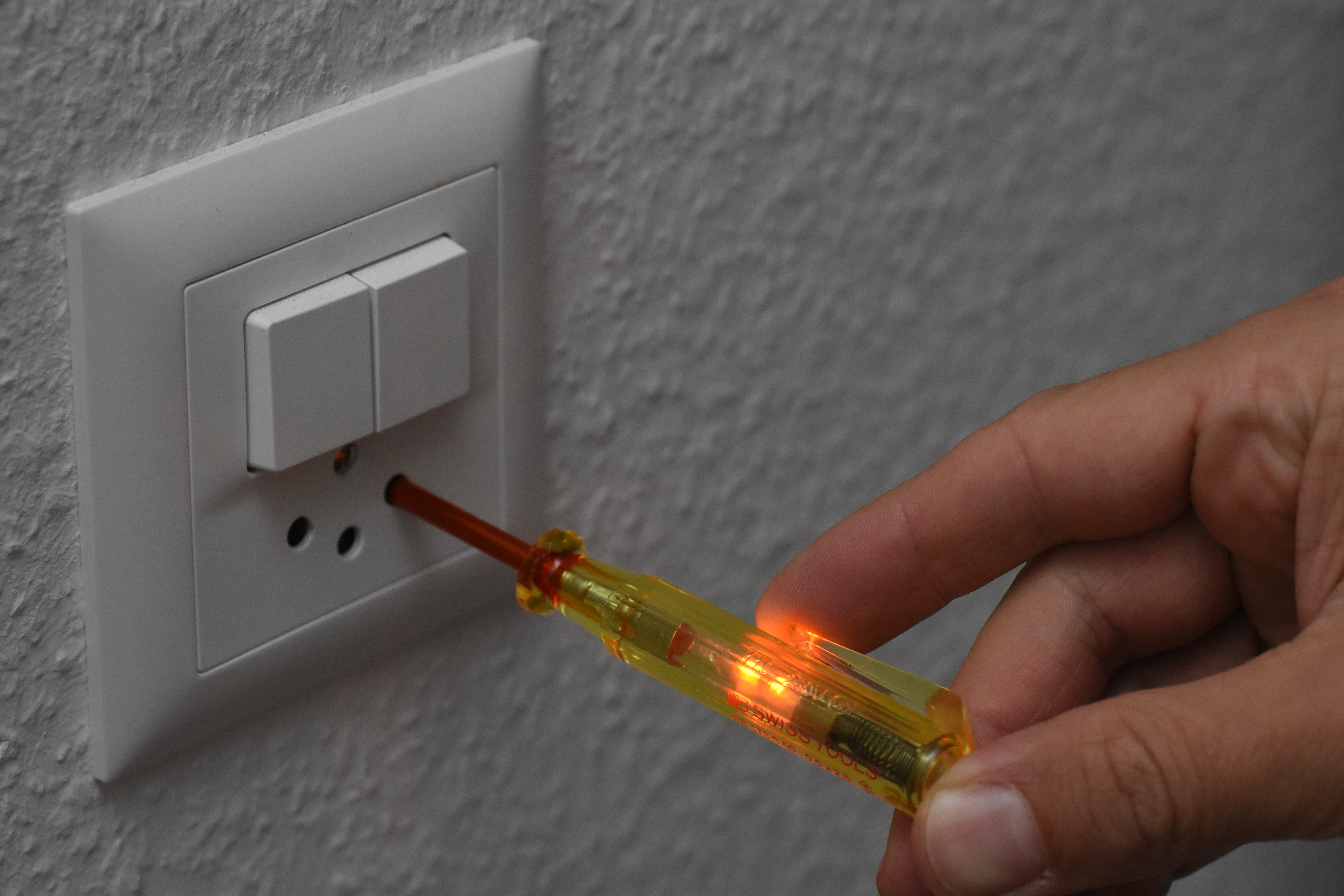
Einpoliger Spannungsprüfer beim Kontakt mit Außenleiter

Die Glimmlampe leuchtet am stärksten auf, wenn der Benutzer einen geringen Widerstand zu geerdeten Gegenständen oder dem Neutralleiter bzw. Schutzleiter hat. Das kann durch gleichzeitiges Anfassen von geerdeten Metallrohren, Blechgehäusen oder dem feuchten Erdreich erfolgen. Befindet man sich auf isoliertem Standort (Bodenbelag aus Kunststoff, aus Holz oder Kunststoff bestehende trockene Möbel, Leiter oder Schuhe, lackierte Dielen), bildet der menschliche Körper zur vorwiegend auf Erdpotential liegenden Umgebung lediglich eine kleine Kapazität. Der dadurch resultierende kapazitive Blindstrom reicht zwar aus, um die Glimmlampe zum Leuchten zu bringen; aber sie ist deutlich schwächer zu sehen. Man darf sich keinesfalls darauf verlassen, dass eine Leitung spannungsfrei ist, wenn die Glimmlampe sehr schwach und somit möglicherweise nicht gut sichtbar leuchtet, da der Stromfluss auch vom Übergangswiderstand am Finger (etwa beim Tragen von Handschuhen) und von den örtlichen Feldverhältnissen abhängig ist.
Bei nicht betriebsmäßig geerdeten Wechselspannungsnetzen bzw. bei solchen ohne Erdung eines Leiters aus dem Stromnetz (kleinen IT-Systemen) kann trotz anliegender und eventuell hoher Spannung gar keine Anzeige erfolgen. Umgekehrt kann es vorkommen, dass die an einem nicht angeschlossenen bzw. abgeschalteten Leiter auftretende Spannung angezeigt wird. Solche Spannungen entstehen in Leitern oder anderen Metallteilen, die längere Strecken neben spannungsführenden Außenleitern verlaufen, durch kapazitive Kopplung.
Bei zu starker Umgebungshelligkeit kann das Aufleuchten der Glimmlampe oft nicht eindeutig erkannt werden. Es ist zudem aufgrund kapazitiver Einkopplungen möglich, dass die Glimmlampe (wenn auch nicht so hell) aufleuchtet, obwohl die geprüften Leitungen sicher vom Netz getrennt sind. Der Benutzer kann optisch keinen Unterschied zwischen der kapazitiven Einkopplung und der schwachen Anzeige aufgrund eines schlechten Kontakts zum Erdpotential sehen (z. B. wenn der Benutzer an einem gut isolierten Standort steht).
Der Begriff „Lügenstift“ begründet sich in der Tatsache, dass oft keine zweifelsfreie Aussage möglich ist.
Als minimale Plausibilitätsprüfung sollte der Phasenprüfer vor und nach der Anwendung am eigentlichen Messobjekt immer an einem spannungsführenden Leiter geprüft werden. Damit kann zumindest eine defekte Glimmlampe ausgeschlossen werden.

#### Geschichte

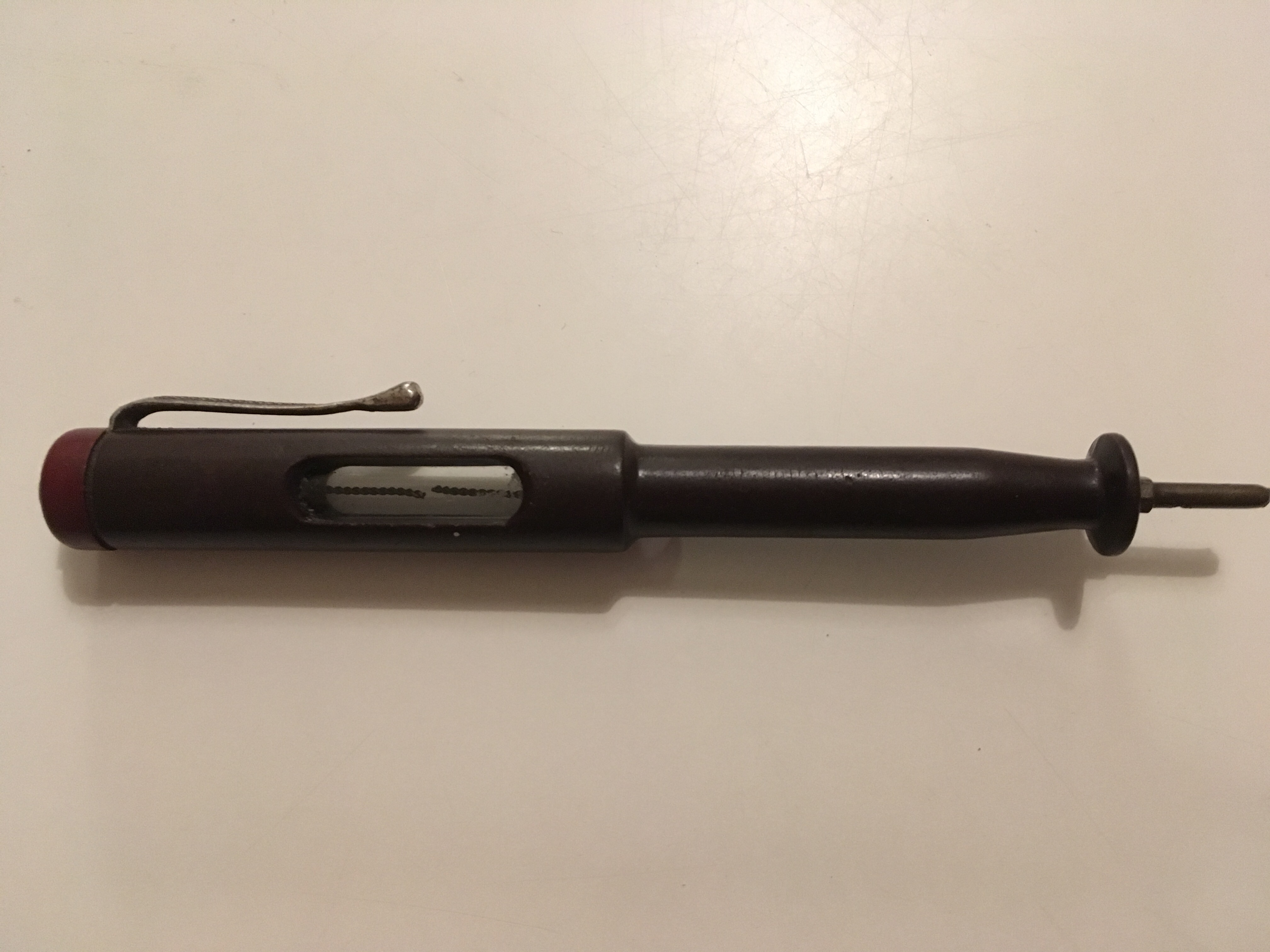
„Prüfstab“ von 1931

Am 22. September 1931 wurde von Otto Walter Kaschewsky (* 14. Dezember 1902 – † 19. Juni 1971) erstmals ein „Prüfstab zur Bestimmung der Polarität von stromführenden Leitungen bei Wechselstrom“ als Gebrauchsmuster beim Reichspatentamt angemeldet und am 30. Oktober 1931 eingetragen. Dieser wurde alsbald zur heutigen Form, die meist mit einer Schraubenzieherklinge versehen ist, weiterentwickelt und hat sich seither kaum verändert.

### Berührungsloser Spannungsprüfer
Berührungslose Spannungsprüfer (auch „NCV-Prüfer“ von englisch non-contact voltage ‚berührungsfreie Spannung‘) sind schwierig als Prüfgerät einzustufen, weil sie keiner besonderen Norm unterliegen. Es kommt somit die allgemeine Norm zur Gestaltung von Mess- und Prüfgeräten (EN 61010-1; DIN VDE 0411-1) zur Anwendung.
Berührungslose Phasenprüfer detektieren mittels eines Sensors die elektrische Feldstärke in unmittelbarer Nähe des Leiters und signalisieren optisch über eine Anzeige, z. B. eine Leuchtdiode. Für den Betrieb ist eine Batterie erforderlich. Je nach Empfindlichkeit kann damit auch durch die Isolierung eines Kabels hindurch die Existenz von Spannung festgestellt werden. Ein unbestrittener Vorteil liegt darin, dass berührungslose Spannungsprüfer meist mit einer hohen Messmittelkategorie einhergehen (oftmals CAT III/1.000 V und höher). Das grundlegende Problem ist jedoch die kapazitive Funktionsweise dieser Geräte, die sich nur für die Erkennung von Wechselspannung eignet und Gleichspannungen egal welcher Höhe nicht erkennt. Bei vielen Geräten fehlt auch das wesentliche Sicherheitsmerkmal einer batterieunabhängigen Anzeige, bzw. eine Anzeige des Batteriezustandes. Die Geräte können niedrige Spannungen unterhalb der jeweiligen Spezifikation nicht sicher erkennen.
Geräte dieser Art eignen sich nicht zum „Feststellen der Spannungsfreiheit in elektrischen Anlagen“ und einige Hersteller weisen auch deutlich in der Betriebsanleitung darauf hin, trotzdem haben berührungslose Spannungsprüfer ihre Daseinsberechtigung, z. B. als Hilfsmittel, um Leitungsunterbrechungen zu finden.
Diese Geräte unterliegen keiner gesonderten Norm, und gemäß der grundsätzlichen Norm zur Gestaltung von Mess- und Prüfgeräten (DIN EN 61010-1; DIN VDE 0411-1) sind sie für eine verlässliche Spannungsprüfung ungeeignet.

## Sicherheit
Spannungsprüfer unterliegen speziellen Sicherheitsanforderungen nach EN 61243-3 (VDE 0682-401:2015-08) und werden in Messkategorien (CAT I bis IV) eingeteilt. Seit Neuausgabe der Norm per August 2015 gelten folgende wichtigste Anforderungen an das Prüfmittel:
- Ein Spannungsprüfer als Prüfmittel muss in allererster Linie gefährliche Spannungen zuverlässig (und unabhängig von EIN/AUS-Schalter, eventueller Bereichsvorwahl oder Batteriezustand) erkennen.
- Fehlbedienungen müssen weitestgehend ausgeschlossen sein, der Spannungsprüfer muss also einfach und zuverlässig zu bedienen sein.
- Ein Spannungsprüfer darf den Bediener nicht gefährden. Er muss so gebaut sein, dass bei bestimmungsgemäßem Gebrauch keine Körperdurchströmung oder Störlichtbogenbildung auftreten kann.
- Ein zweipoliger Spannungsprüfer muss mindestens der Messmittel-Kategorie III (CAT III) entsprechen.
- Die Lastzuschaltung, mit welcher der Prüfstrom von weniger als 3,5 mA auf maximal 200 mA erhöht wird, darf nur durch die gleichzeitige Bedienung von zwei Tasten (Bedienung durch beide Hände) erfolgen.

Spannungsprüfer werden in Messkategorien (CAT I-IV) eingeteilt und müssen seit Februar 2011 mindestens der Kategorie III entsprechen, um einen sicheren Personenschutz zu gewährleisten. Bedingt durch die lange Übergangsfrist bis zum 1. Mai 2013 ist es möglich, dass noch zweipolige Spannungsprüfer der CAT II angeboten werden, die weniger gut gegen Überspannungen und den (eventuell daraus folgenden) Fall eines Kurzschlusses im Gerät geschützt sind. Sie sind nicht universell in der Hausinstallation anwendbar, sondern nur für Prüfungen jenseits einer Steckdose vorgesehen.
Die Zweihandbedienung unter allen Einsatzbedingungen verhindert, dass eine unter Spannung liegende Prüfelektrode mit der Hand berührt werden kann.
Beim Einsatz von Spannungsprüfern muss stets darauf geachtet werden, dass diese für die Betriebsbedingungen, wie Wechsel- oder Gleichspannung, Spannungshöhe, Temperatur, Feuchtigkeit etc. geeignet sind. Spannungsprüfer dürfen nicht bei Spannungen über deren Nennspannung oder bei höheren Frequenzen als vorgesehen angewendet werden.
Personen mit medizinischen Implantaten – insbesondere mit Herzschrittmacher und implantiertem Defibrillator – dürfen Spannungsprüfer, bei denen der Stromkreis über den Körper geschlossen wird, – wie etwa den einpoligen Spannungsprüfer (Phasenprüfer) – nicht verwenden, da die Spannung von den Geräten als Herzkammerflimmern interpretiert werden kann und dadurch ein elektrischer Schock abgegeben wird.
Spannungsprüfer sind zusätzlich vor einer Spannungsprüfung auf Funktion zu testen. Dazu wird das Gerät an einen mit Bestimmtheit spannungsführenden Punkt angesetzt. Diese Funktionskontrolle ist wichtig, um die bestimmungsgemäße Funktion des Spannungsprüfers im gegebenen Kontext (Isolation des Anwenders) festzustellen. Ein erneuter Funktionstest nach dem Einsatz – um einen Defekt während der Messung auszuschließen – ist empfehlenswert, aber nicht vorgeschrieben.